# 公示催告
公示催告（こうじさいこく）は、個別に法律で規定されている場合に裁判所が当事者の申立てにより、公告の方法で、未知不分明な利害関係人に失権の警告を付して権利届出の催告をする手続。例として、小切手や手形を紛失した時、その証書なしでも権利が行使できるようにするために行われ、一定期間内に届出がない場合は、その証書を無効と宣言する決定（除権決定）が行われる。

## 手続規定の沿革
公示催告手続は、当初、民事訴訟法（旧民事訴訟法、明治23年4月21日法律第29号）第7編として制定された。
現在の民事訴訟法（平成8年6月26日法律第109号）が制定された際に、旧民事訴訟法は、公示催告及び仲裁に関する規定を残し、民事訴訟の規定が削除され、題名も「公示催告手続及ビ仲裁手続ニ関スル法律」に改正された。
更に、仲裁法（平成15年8月1日法律第138号）の制定により、仲裁の規定が削除され、題名も「公示催告手続ニ関スル法律」に改正された。
民事関係手続の改善のための民事訴訟法等の一部を改正する法律（平成16年12月3日法律第152号）により、公示催告手続は、非訟事件手続法（明治31年6月21日法律第14号）第4編として規定されることになり、「公示催告手続ニ関スル法律」は廃止された。なお、現在は、非訟事件手続法（平成23年5月25日法律第51号）第3編として規定されている。
この改正により、公示催告手続全体を決定手続とし、除権の裁判の形式も、改正前の判決から決定と改正された。これは手続の簡素化の面と、ドイツでは、公示催告手続については、民事訴訟法に規定されており（第946条から第959条まで）、これが日本法の母法となったものであるが、その性質は非訟事件であるとするのが多数説であるとして、改正でも非訟事件として位置づける面がある。また、公示催告の公告の方法・期間、公示催告手続の申立てについての審理・判断の方式、不服申立ての改正がされた。

## 対象

### 有価証券
民法施行法第57条は、「指図証券、無記名証券及び民法第四百七十一条ニ掲ケタル証券（記名式所持人払債権）」を公示催告手続により無効にできると規定していた。
令和2年（2020年）4月1日に施行された民法改正（債権法）により、民法の各規定に各証券について公示催告手続により無効にできる旨の規定が新設され、民法施行法第57条は削除された。
1. 指図証券（民法第520条の11）
2. 記名式所持人払証券（民法第520条の18）
3. 債権者を指名する記載がされている証券であって指図証券及び記名式所持人払証券以外のもの（民法第520条の19）
4. 無記名証券（民法第520条の20）

また、民法以外の規定により、公示催告手続の対象である有価証券は次のものがある。
1. 新株予約権証券（会社法第291条）
2. 日本銀行出資証券（日本銀行法施行令第4条において準用する会社法第291条）
3. 受益証券（資産の流動化に関する法律第238条）
4. 受益証券（信託法第211条）
5. 機関債の債券（電気事業法施行令第18条）
6. 全国連合会債の債券（全国を地区とする信用金庫連合会の全国連合会債の発行に関する政令第22条）
7. 預金保険機構債の債券（預金保険機構債令第14条）
8. 農林債の債券（農林中央金庫法施行令第36条）
9. 銀行等保有株式取得機構債の債券（銀行等の株式等の保有の制限等に関する法律施行令第20条）
10. 造幣局債券の債券（独立行政法人造幣局法施行令第16条）
11. 国立印刷局債券の債券（独立行政法人国立印刷局法施行令第16条）
12. 住宅金融支援機構債券の債券（独立行政法人住宅金融支援機構法施行令第25条）
13. 国際協力機構債券の債券（独立行政法人国際協力機構法施行令第19条）
14. 原子力損害賠償・廃炉等支援機構債の債券（原子力損害賠償・廃炉等支援機構法施行令第18条）

抵当証券は、抵当証券法第40条において準用する民法施行法第57条の規定により公示催告手続の対象であったが、民法の一部を改正する法律の施行に伴う関係法律の整備等に関する法律（平成29年法律第45号）による改正の際に、改正後の民法第520条の11の指図証券として公示催告手続の対象となり、抵当証券法第40条から民法施行法第57条の準用の規定が削除された。

### 不動産登記
不動産登記法第70条第1項は、「登記権利者は、登記義務者の所在が知れないため登記義務者と共同して権利に関する登記の抹消を申請することができないときは、非訟事件手続法第99条に規定する公示催告の申立てをすることができる。」と規定している。
これは、例えば担保権が、弁済、時効により消滅しているにもかかわらず、抵当権者（登記義務者）の所在が不明で、抵当権の抹消登記ができない場合に利用される。
不動産登記法以外の規定により、登記権利者が公示催告手続を行うことのできる権利は次のものがある。
1. 鉱業権（鉱業登録令第31条）
2. 自動車の権利（自動車登録令第58条）
3. 漁業権（漁業登録令第15条）
4. 航空機の権利（航空機登録令第47条）
5. 特許権（特許登録令第52条）
6. 商標権（商標登録令第10条において準用する特許登録令第52条）
7. 実用新案権（実用新案登録令第7条において準用する特許登録令第52条）
8. 意匠（意匠登録令第7条において準用する特許登録令第52条）
9. ダム使用権（ダム使用権登録令第20条）
10. 回路配置利用権（回路配置利用権等の登録に関する政令第49条）
11. 船舶の権利（船舶登記令第35条において準用する不動産登記法第70条第1項）
12. 農業用動産の抵当権（農業用動産抵当登記令第18条において準用する不動産登記法第70条第1項）
13. 公共施設等運営権（公共施設等運営権登録令第32条）
14. 樹木採取権（樹木採取権登録令第32条）

## 対象から除外されたもの
株式も従来は、民法施行法第57条により公示催告手続の対象であったが、平成14年（2002年）の商法改正により株券喪失登録制度が創設されたことにより、公示催告手続の対象から除外された（改正後の商法第230条ノ9ノ2）。なお会社法が平成17年（2005年）に制定されたが、株券喪失登録制度も規定されている（適用除外の根拠規定は、会社法第233条）。

## 失踪申告手続における公告
失踪宣告を行う場合、不在者について失踪の宣告の申立てがあったこと等を公告する必要がある（家事事件手続法第148条第3項）。この公告も、公示催告と呼ばれる。法令上の規定はないが、裁判所Webサイトによる手続の案内でも使用されている。